# 増田善信
増田 善信（ますだ よしのぶ、1923年〈大正12年〉9月11日 - 2025年（令和7年）6月9日）は、日本の気象学者。京都府竹野郡弥栄町（現京丹後市）出身。
数値予報を専門とする。気象庁退職後は非核化運動に科学者として関わり、独自調査による広島原爆後の「黒い雨」の降雨範囲を分析した「増田雨域」は、2020年（令和2年）の広島地裁及び広島高裁において健康被害を訴えた原告84名全員を被爆者と認定し、国が上告を断念するに至った訴訟に影響を与えた。また2020年（令和2年）、内閣が 日本学術会議が推薦した科学者のうち6名の任命を拒否した問題に関し、SNSで署名活動を行った。2023年12月2日には100歳の高齢で、26年間代表世話人を務めた全国学者・研究者日本共産党後援会世話人総会の閉会あいさつをした。

## 経歴

### 生誕から1945年終戦まで
1923年（大正12年）9月11日、京都府竹野郡弥栄町の農家に生まれた。両親と兄、妹がいたが、家は貧しく、学力に秀でていた増田を学校に通わせるために父は地主から新たに田を借り、兄妹は働いたという。増田は奨学金を得て官費で入学できる陸軍幼年学校や海軍兵学校を目指したが、視力や体力の点で入学することはできず、中国にある旅順工科大学の付属教員養成所に合格したものの、兄の日本軍への入隊が決まったことにより、母親の懇請を受けて入学を辞退し地元に残った。その後1941年（昭和16年）4月、中学校の教師の紹介を受けて宮津市の測候所に入所し、無線機で受信したモールス信号による気象電報を天気図に起こす作業や、日々屋上から気象観測する作業に従事した。地元の漁師や農家に雑談ついでに天気や洪水の予報を伝えることもあった。
しかし、1941年12月8日の開戦で状況は一変。無線で受信する気象情報は暗号化され、金庫に保管した乱数表で解読する必要がある機密事項となった。以後、終戦まで新聞やラジオで天気予報が報道されることはなく、予報を基準に生活設計する地元漁師らに伝えることも禁じられた。近日中に大荒れになる天気予報を把握していても、外海に出ようとする漁師に「今日はこんなに天気がいいんですが、明日はどうですかねえ」というように匂わせるのが限界であったという。
1944年（昭和19年）中央気象台付属気象技術官養成所（のちの気象大学校）本科を卒業し、同年9月、海軍に入隊した。翌1945年（昭和20年）3月に、 茨城県の海軍航海学校分校（のちの海軍気象学校）で教育を受け、卒業後は米子の美保航空隊に配属された後、当時まだ建設中だった出雲の大社基地に着任した。従軍中は海軍少尉として天気予報を担当し、無線から聞き起こした天気図をもとに上官に気象情報を報告するのが任務であった。敗戦間近の8月になると、数回にわたり、沖縄方面に飛び立つ海軍航空隊のパイロット達に、航路と那覇上空の天気予報をレクチャーする役割を命じられた。戦時下で期待された天気予報は、必ずしも正確な予報ばかりではなかった。「『神風』は吹かない」の一言が言えなかった後悔に長く苦しみ、これがその後の生涯にわたる活動の原動力となった。終戦から数日後、宮津の測候所に戻ることになり、帰郷した。戦時中に、父と兄は亡くなっていた。

### 気象研究所・気象庁勤務時代
1949年（昭和24年）、気象技術官養成所研究科を卒業し、以後1959年（昭和34年）まで気象研究所に勤務する。気象研究所で予報研究部研究官を務めたのち、1959年（昭和34年）に気象庁が日本で初めてとなる大型電子計算機IBM704を導入したのを契機に、気象庁予報部電子計算室に着任した。
その後1978年（昭和53年）までの19年間、予報官として主に気象力学、なかでも台風の進路予想など、数値予報の研究とモデル開発に携わった。
この間、1959年（昭和34年）に気象学会賞を受賞する。また、1961年（昭和36年）に東京大学で「台風の進路予報に関する数値的研究」を行い、理学博士を取得した。
1965年（昭和40年）に全気象労働組合中央執行委員長に選出され、1968年（昭和43年）までの3期3年と、1970年（昭和45年）から1973年（昭和48年）までの3期3年を務める。
1977年（昭和52年）第11期と1980年（昭和55年）第12期の2度、第4部・地球物理学の分野で日本学術会議の会員に選出された（任期は1977年度～1984年度）。この間、インドのラクナウで開催されたインド科学会議第72回年次大会に、日本学術会議を代表して出席。同時に非公式で開催された「平和と核軍縮のための科学者」会議に唯一出席した日本人であったことから即席の挨拶を求められ、気象学者の立場から「核の冬」について述べるとともに、核兵器の全面禁止を一義的に追及することの重要性を説いた。
1978年（昭和53年）から1984年（昭和59年）まで、気象研究所に勤務し、予報研究部第1研究室長を務める。この間にも気象庁勤務時代に担った数値的手法による中期予報の研究を続けた。
1984年（昭和59年）4月1日退職。
その後、「非核の政府を求める会」常任世話人、「酸性雨調査研究会」代表幹事などを務める。

### 退職後

#### 「黒い雨」研究
1984年（昭和59年）の退職の直前、科学雑誌『サイエンス』に掲載されたカール・セーガンら5人の科学者による論文「“核の冬”－多重核爆発と全球的影響」の研究が、自身が専門にしてきた数値予報や大気大循環の研究で用いる数値シミュレーションと同じ手法で行われていたことが、増田がその後、核の冬問題に大きな関心を向け、調査を続けるきっかけとなる。増田自身、気象研究所在職中の1954年（昭和29年）のビキニ水爆実験後に、当時の研究室の面々とともに、水爆実験で成層圏まで吹き上げられた塵の影響で異常気象がおこる可能性を、火山噴火後の気象異変との類似性から検証する研究を行った経験があったことも影響した。
気象科学者として、核兵器の影響を研究すると同時に、核戦争阻止や核兵器全面禁止を求める運動に力を尽くす責任を感じていた増田は、1984年（昭和59年）7月に開催された科学者フォーラムで核の冬を日本で研究する重要性を訴え、同年10月には、原水爆禁止日本協議会の主催する「核戦争阻止、核兵器完全禁止、非核化、被爆者援護・連帯のための国際シンポジウム」において「核の冬－起りうる核戦争の被害」と題する特別報告を行った。折しもこの年、原水爆禁止1984年世界大会で核兵器全面禁止を課題の中心に据えた東京宣言が満場一致で採択されていた。
増田が核の冬について日本で研究する重要性を訴えた背景には、全米研究評議会の報告書や、アメリカ国防総省が核の冬研究に多額の研究費を支出している理由に、核の冬にならない程度に管理された核戦争のシナリオを読み取れたことが理由であった。ヒロシマ・ナガサキの原点から核の冬を認識する必要性を強く感じ、1985年（昭和60年）の原水爆禁止世界大会で知り合った広島県「黒い雨・自宅看護」原爆被害者の会連絡協議会（黒い雨の会）の協力を得て、1,188人の住民を対象に書面アンケートを実施、そのうちの111人からは聞き取り調査も行い、被爆体験者の手記を分析する等、独自に調査を行った。これらの結果をまとめて1988年（昭和63年）～1989年（平成元年）に発表した増田の論考「広島原爆後の"黒い雨"はどこまで降ったか」では、黒い雨が降った範囲は戦後直後の広島気象台による暫定的な調査報告のおよそ4倍の広域におよび、この新説は「増田雨域」と呼ばれるようになった。「増田雨域」は、後の2020年（令和2年）の広島地裁及び広島高裁における「黒い雨」の被害をめぐる訴訟で、近郊部で黒い雨を浴びたにもかかわらず、爆心地から離れていたために長らく被爆者と認められてこなかった原告側住民84人全員が被爆者と認められる有力な根拠のひとつとなった。
なお、この一連の裁判において、広島地裁判決後、国は広島高裁に控訴したが、厚生労働省は「黒い雨」の被害について援護対象区域の拡大を視野に再検討することを表明し、2020年（令和2）11月、援護対象区域の検証を行う11名による有識者検討会を設置した。この有識者会議のメンバーに増田も加わり、検討会議において、内部被爆の問題を重視し、黒い雨や微量物質が飛散した地域の正確な分布を出すのが決定的な判断材料になると主張している

。

#### 日本学術会議 任命拒否問題
2020年（令和2年）9月、内閣総理大臣の菅義偉が日本学術会議が推薦した会員候補のうち6名を任命しなかった前代未聞の出来事に際し、戦時下で科学者が国に従い、戦争に協力した過去に後悔を抱き続けていた増田は強い危機感を抱き、SNSで政府の対応を批判した。国と学術界は正しい距離を保つべきであるとして、6人の任命と政府による学術会議改革の要請を撤回し、学術学会の自主的な検討を妨げないよう要求する署名活動を、2021年（令和3年）3月1日からオンライン署名「Change.org」で展開、1カ月余りの間に集まった約6万2000人分の署名を、4月21日からの学術学会の総会に先立つ4月19日に内閣府に提出した。
増田はその後もSNSでの発信を続け、2021年（令和3年）6月には「そもそも学術会議は、前の戦争の時、科学者・技術者が軍に協力したことを反省し、二度と科学を戦争には使わせないことを誓ってつくられたものだ。今回の政府による会員の任命拒否は、日本学術会議の根幹にかかわることで、絶対に認めることはできない」と記したフェイスブックの投稿が1,000回以上シェアされ、多くの賛同を集めている。

### 死去
2025年6月9日、肺炎のため死去。101歳没。

## 論文
- 川畑幸夫, 増田善信「方位角の簡便測定法」『気象集誌. 第2輯』第24巻第1-12号、日本気象学会、1947年、26-29頁、doi:10.2151/jmsj1923.24.1-12_26、ISSN 0026-1165、NAID 130007343505。
- 増田善信「氣圧波と温度波の共鳴について」『気象集誌. 第2輯』第28巻第5号、日本気象学会、1950年、139-148頁、doi:10.2151/jmsj1923.28.5_139、ISSN 0026-1165、NAID 130007346696。
- 増田善信「台風の構造に関する高層気象学的研究-2-」『中央気象台研究時報』第5巻第7号、中央気象台、1953年8月、581-586頁、NAID 40018045304。
- 増田善信, 藤田敏夫「今夏の異常気候と水爆の影響」『天気』第1巻第4号、日本気象学会、1954年8月、121-124頁、ISSN 0546-0921、NAID 40018075575。
- 荒川昭夫, 戸松喜一, 藤田敏夫, 伊藤宏, 増田善信, 村上多喜雄, 松本誠一, 小沢正, 鈴木栄一, 竹内衛夫「火山爆発および水爆実験と気候異変」『気象集誌. 第2輯』第33巻第3号、日本気象学会、1955年、101-116頁、doi:10.2151/jmsj1923.33.3_101、ISSN 0026-1165、NAID 130007344957。
- 増田善信「バロトロピック渦度方程式の図式解法とその予報への応用」『気象集誌. 第2輯』第33巻第6号、日本気象学会、1955年、280-290頁、doi:10.2151/jmsj1923.33.6_280、ISSN 0026-1165、NAID 130007345521。
- 増田善信「高周波ノイズを効果的にダンプさせる時間積分スキーム」『気象集誌. 第2輯』第56巻第3号、日本気象学会、1978年、187-196頁、doi:10.2151/jmsj1965.56.3_187、ISSN 0026-1165、NAID 130007345925。
- 増田善信「"天気指数"と天気予報の評価」『天気』第30巻第2号、日本気象学会、1983年2月、103-107頁、ISSN 05460921、NAID 40002510857。
- 増田善信「"核の冬"と核兵器廃絶の課題」『季刊科学と思想』第57号、新日本出版社、1985年7月、27-57頁、ISSN 02877384、NAID 40000589835。
- 増田善信「"黒い雨"42年ぶりの再調査 (反核・平和と統一戦線)」『季刊科学と思想』第66号、新日本出版社、1987年10月、260-276頁、ISSN 02877384、NAID 40000589945。
- 増田善信「広島原爆後の"黒い雨"はどこまで降ったか」『天気』第36巻第2号、日本気象学会、1989年2月、69-79頁、ISSN 05460921、NAID 40002511302。
- 増田善信「地球温暖化はどのようにしておこるのか (暖かくなる地球--その原因・影響・対策<特集>)」『日本の科学者』第25巻第11号、日本科学者会議、1990年11月、612-618頁、ISSN 00290335、NAID 40003007267。
- 増田善信「暮らしの焦点 サマータイムと日本の気候」『前衛』第795号、日本共産党中央委員会、2005年10月、171-177頁、ISSN 13425013、NAID 40006891704。
- 増田善信「放射線に立ち向かって生きていくために」『税経新報』第598号、税経新人会全国協議会、2012年3月、4-10頁、NAID 40019275014。
- 増田善信, 山口薫「C462 地球温暖化とスーパー低気圧(爆弾低気圧)の発生数の関係(気候システムII,一般口頭発表)」『大会講演予講集』第107巻、日本気象学会、2015年、475頁、NAID 110009980669。
- 増田善信「2018年の寒冬と地球温暖化とブロッキング」『日本の科学者』第53巻第8号、日本科学者会議 ; 1966-、2018年8月、454-457頁、ISSN 0029-0335、NAID 40021643483。

## 著書
- 『気象学講座 第11巻　台風論』地人書館、1956年（笠原彰と共著）
- 『気象学のプロムナード 3　数値予報 : その理論と実際』東京堂出版、1981年
- 『気象と科学』草友出版、1984年
- 『核の冬 : 核戦争と気象異変』草友出版、1985年（翌1986年に新草出版から新装版刊行）
- 『核の夜 - 科学者は警告する』新日本出版社、1986年（エフゲーニ・ベリホフ編著 藤森夏樹共訳）
- 『地球環境が危ない』新日本出版社、1990年（新日本新書, 401）
- 『地球の“さけび"が聞こえますか : 環境破壊・その解決に向けて』学習の友社、1993年（シリーズ世界と日本21）
- 『大競争時代と規制緩和』新日本出版社、1998年（角瀬保雄編著）
- 『共同研究：広島・長崎 原爆被害の実相』新日本出版社、1999年（沢田昭二ほか共著）
- 『地球温暖化を理解するための異常気象学入門』日刊工業新聞社、 2010年（B&Tブックス）